# Bénédict Morel

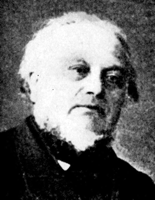

Bénédict Augustin Morel (22 november 1809, Wenen - 30 maart 1873, Saint-Yon) was een Franse psychiater. 
Na zijn studie in Parijs (die hij betaalde als leraar Engels en Duits) werkte Morel enige tijd in het Hôpital de la Salpêtrière. Hij reisde daarna twee jaar door Europa (onder andere naar Nederland) om zich op de hoogte te stellen van de situatie in verschillende krankzinnigengestichten. Toen hij zelf werd aangesteld als directeur in een instelling in Nancy gebruikte hij deze kennis om de levensomstandigheden van zijn patiënten te verbeteren.
Gedurende zijn carrière had Morel speciale aandacht voor geestelijk verval. Hij beschouwde dit als een proces dat soms al in de puberteit begon. In zijn boek Traité des maladies mentales (1860) gebruikte hij hiervoor de naam démence precoce. Deze term werd later door Emil Kraepelin gebruikt, toen hij zijn theorie over dementia praecox ontwikkelde. De ziekte werd nog een tijd de ziekte van Kraepelin-Morel genoemd, maar kreeg later de naam schizofrenie.
Morel beschouwde de ziekte eerst als erfelijk, maar concludeerde later dat ook alcohol en verdovende middelen een rol speelden.